# Brána Správného světla

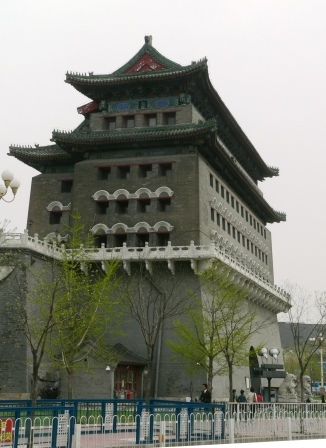
Brána Správného světla – strážní věž

Brána správného světla (ZZ: 正阳门, TZ: 正陽門, pinyin: Zhengyangmen, český přepis: Čeng-jang-men), známá také jako Přední brána (ZZ:前门, TZ:前門, pinyin: Qiánmén, český přepis: Čchen-men) je brána v Pekingu. Stojí na jižním okraji náměstí Nebeského klidu u stanice metra Čchien-men a kdysi byla vstupní bránou do Císařského města.
Brána správného světla byla postavena v roce 1419 i se strážní věží. Věž se dochovala dodnes, avšak ne v původní podobě. Současná podoba brány pochází z roku 1914 a obsahuje moderní prvky navržené německými poradci. Věž byla adaptována na umístění děl. S výškou 42 metrů brána byla, a dosud je, nejvyšší bránou v Pekingu.
Po komunistické revoluci v roce 1949 byla brána obsazena pekingskou posádkou lidové armády. Vojáci bránu opustili v roce 1980.
Za touto branou (z jihu na sever) stávala Čínská brána, následovaná branou Nebeského klidu a Polední branou, která byla vstupem do Zakázaného města.
Díky své vznešenosti a unikátnímu vzhledu je brána Správného světla považována za symbol starého Pekingu.